# リュッゲ空軍基地
リュッゲ空軍基地（ブークモール：Rygge flystasjon）は、ノルウェー王国エストフォル県リュッゲに所在するノルウェー空軍の飛行場。ノルウェー空軍では最大級の航空基地でもあり約600人の人員が基地内で勤務している。
後方支援機能を充実させており航空運用監察官（LOI）、空軍開発センター（LUKS）や郷土防衛隊オスロフィヨルド管区司令部、国防不動産庁や国防兵站機構などの出先機関も設けられている。

## 歴史
第720飛行隊がガデモーエン空軍基地から移転する。1989年にUH-1B汎用ヘリコプターからベル 412S汎用ヘリコプターに機種更新される。2002年にF-16戦闘機を装備する第332飛行隊がボードー空軍基地に移転する。
2007年10月1日には民生使用が開始されリュッゲ空港として共用化が進められる。

## 配置部隊
- 第137航空団
  - 第717飛行隊（ダッソー ファルコン 20輸送機を装備。電子戦、要人輸送）
  - 第720飛行隊（412SP汎用ヘリコプターーを装備、特殊部隊輸送）
  - 第330飛行隊（ウェストランド Mk43B捜索救難ヘリコプターを装備、救難）
  - 第336飛行隊（非作戦部隊でノースロップ F-5戦闘機が配備、ミサイル試験）
  - 基地防衛隊（基地警備の教育訓練）